# Quibdó
Quibdó là một khu tự quản thuộc tỉnh Chocó, Colombia. Thủ phủ của khu tự quản Quibdó đóng tại San Francisco de Quibdó Khu tự quản Quibdó có diện tích 6032 ki lô mét vuông. Đến thời điểm ngày 28 tháng 5 năm 2005, khu tự quản Quibdó có dân số 102003 người.

## Khí hậu
Quibdó có khí hậu nhiệt đới mưa nhiệt đới ẩm ướt (Köppen Af) không có mùa rõ rệt, và lượng mưa lớn nhất ở Nam Mỹ và bất kỳ thành phố nào có quy mô lớn hơn - thành phố ẩm ướt nhất của Monrovia ở Liberia, 3.050 milimet (120 inch) ít hơn Quibdó. Lý do mưa cực đoan là do Andes ở phía đông thành phố ngăn chặn gió tây do Khu Liên hiệp Xa hóa Xuyên giữa năm, do Humboldt Current ngoài khơi bờ biển phía tây Nam Mỹ, vẫn giữ ở trung tâm của lục địa Ở chiều dài của Quibdó. Kết quả là không khí cực kỳ không ổn định tăng lên từ vùng hội tụ liên vùng buộc phải tăng lên trên vùng đồng bằng Chocó và khi nó nguội sẽ tạo ra một lượng lớn độ ẩm.
Mưa sẽ tích tụ hầu như mỗi ngày từ những đám mây trong những cơn bão dữ dội cùng với một mùa ẩm ướt vĩnh viễn quanh năm; Có nghĩa là 309 ngày (84%) ngày mưa, và những khoảng thời gian nắng ít khi kéo dài hơn vài giờ sau khi mặt trời mọc. Quibdó chỉ có 1.276 giờ nắng hàng năm, làm cho một trong những thành phố ô nhiễm nhất trên thế giới, với tháng nắng nhất là tháng 7, với 135 giờ nắng.
| Dữ liệu khí hậu của Quibdó (Aeropuerto El Caraño)                  | Dữ liệu khí hậu của Quibdó (Aeropuerto El Caraño) | Dữ liệu khí hậu của Quibdó (Aeropuerto El Caraño) | Dữ liệu khí hậu của Quibdó (Aeropuerto El Caraño) | Dữ liệu khí hậu của Quibdó (Aeropuerto El Caraño) | Dữ liệu khí hậu của Quibdó (Aeropuerto El Caraño) | Dữ liệu khí hậu của Quibdó (Aeropuerto El Caraño) | Dữ liệu khí hậu của Quibdó (Aeropuerto El Caraño) | Dữ liệu khí hậu của Quibdó (Aeropuerto El Caraño) | Dữ liệu khí hậu của Quibdó (Aeropuerto El Caraño) | Dữ liệu khí hậu của Quibdó (Aeropuerto El Caraño) | Dữ liệu khí hậu của Quibdó (Aeropuerto El Caraño) | Dữ liệu khí hậu của Quibdó (Aeropuerto El Caraño) | Dữ liệu khí hậu của Quibdó (Aeropuerto El Caraño) |
| Tháng                                                              | 1                                                 | 2                                                 | 3                                                 | 4                                                 | 5                                                 | 6                                                 | 7                                                 | 8                                                 | 9                                                 | 10                                                | 11                                                | 12                                                | Năm                                               |
| ------------------------------------------------------------------ | ------------------------------------------------- | ------------------------------------------------- | ------------------------------------------------- | ------------------------------------------------- | ------------------------------------------------- | ------------------------------------------------- | ------------------------------------------------- | ------------------------------------------------- | ------------------------------------------------- | ------------------------------------------------- | ------------------------------------------------- | ------------------------------------------------- | ------------------------------------------------- |
| Cao kỉ lục °C (°F)                                                 | 36.6 (97.9)                                       | 35.0 (95.0)                                       | 35.4 (95.7)                                       | 37.0 (98.6)                                       | 35.0 (95.0)                                       | 38.0 (100.4)                                      | 36.8 (98.2)                                       | 35.4 (95.7)                                       | 35.0 (95.0)                                       | 34.8 (94.6)                                       | 35.4 (95.7)                                       | 35.6 (96.1)                                       | 38.0 (100.4)                                      |
| Trung bình ngày tối đa °C (°F)                                     | 30.1 (86.2)                                       | 30.2 (86.4)                                       | 30.4 (86.7)                                       | 30.8 (87.4)                                       | 31.0 (87.8)                                       | 31.2 (88.2)                                       | 31.1 (88.0)                                       | 31.0 (87.8)                                       | 30.7 (87.3)                                       | 30.4 (86.7)                                       | 30.2 (86.4)                                       | 29.6 (85.3)                                       | 30.6 (87.1)                                       |
| Trung bình ngày °C (°F)                                            | 26.2 (79.2)                                       | 26.4 (79.5)                                       | 26.6 (79.9)                                       | 26.6 (79.9)                                       | 26.7 (80.1)                                       | 26.6 (79.9)                                       | 26.6 (79.9)                                       | 26.4 (79.5)                                       | 26.2 (79.2)                                       | 26.0 (78.8)                                       | 26.0 (78.8)                                       | 26.0 (78.8)                                       | 26.4 (79.5)                                       |
| Tối thiểu trung bình ngày °C (°F)                                  | 23.0 (73.4)                                       | 23.1 (73.6)                                       | 23.2 (73.8)                                       | 23.4 (74.1)                                       | 23.2 (73.8)                                       | 23.0 (73.4)                                       | 22.8 (73.0)                                       | 22.9 (73.2)                                       | 22.8 (73.0)                                       | 22.7 (72.9)                                       | 22.8 (73.0)                                       | 23.0 (73.4)                                       | 23.0 (73.4)                                       |
| Thấp kỉ lục °C (°F)                                                | 19.0 (66.2)                                       | 21.0 (69.8)                                       | 20.8 (69.4)                                       | 20.0 (68.0)                                       | 20.0 (68.0)                                       | 19.0 (66.2)                                       | 19.8 (67.6)                                       | 19.6 (67.3)                                       | 20.0 (68.0)                                       | 18.0 (64.4)                                       | 20.0 (68.0)                                       | 20.0 (68.0)                                       | 18.0 (64.4)                                       |
| Lượng mưa trung bình mm (inches)                                   | 579.3 (22.81)                                     | 505.4 (19.90)                                     | 526.1 (20.71)                                     | 654.6 (25.77)                                     | 776.2 (30.56)                                     | 761.6 (29.98)                                     | 802.6 (31.60)                                     | 851.7 (33.53)                                     | 702.4 (27.65)                                     | 654.0 (25.75)                                     | 728.1 (28.67)                                     | 588.5 (23.17)                                     | 8.130,5 (320.1)                                   |
| Số ngày mưa trung bình                                             | 24                                                | 21                                                | 22                                                | 25                                                | 27                                                | 26                                                | 26                                                | 27                                                | 27                                                | 27                                                | 26                                                | 26                                                | 304                                               |
| Độ ẩm tương đối trung bình (%)                                     | 88                                                | 86                                                | 86                                                | 88                                                | 87                                                | 87                                                | 86                                                | 87                                                | 87                                                | 88                                                | 88                                                | 89                                                | 87                                                |
| Số giờ nắng trung bình tháng                                       | 90.5                                              | 83.4                                              | 85.6                                              | 92.9                                              | 112.5                                             | 114                                               | 135.1                                             | 132.7                                             | 112.7                                             | 116.7                                             | 112.2                                             | 88.1                                              | 1.276,4                                           |
| Nguồn: INSTITUTO DE HIDROLOGIA METEOROLOGIA Y ESTUDIOS AMBIENTALES |                                                   |                                                   |                                                   |                                                   |                                                   |                                                   |                                                   |                                                   |                                                   |                                                   |                                                   |                                                   |                                                   |